# Lee Hsien Loong
Lee Hsien Loong (en chinois : 李显龙 ; pinyin : Lǐ Xiǎnlóng), né le 10 février 1952 à Singapour, est un homme d'État singapourien et un ancien général de l'armée de Singapour. Il est Premier ministre du 12 août 2004 au 15 mai 2024, après avoir mené une longue carrière gouvernementale.

## Biographie
Fils du Premier ministre Lee Kuan Yew, considéré comme le « fondateur » de l'État singapourien, Lee Hsien Loong étudie au National Junior College (NJC) de Singapour, puis à l'université de Cambridge au Royaume-Uni et à l'université Harvard aux États-Unis.
Entré dans l'armée, il y poursuit une carrière réussie et prend sa retraite (à 32 ans) en 1984 avec le grade de général de brigade.
Commence alors sa carrière politique. Il entre au gouvernement dans les années 1980 et devient vice-Premier ministre de Goh Chok Tong en 1993, avant de lui succéder en 2004.
Le 15 avril 2024, il annonce quitter son poste le 15 mai suivant après quasiment vingt ans à la tête du gouvernement. Il est remplacé par son vice-Premier ministre, Lawrence Wong. Il conserve cependant une place au gouvernement en tant que ministre d'État.

### Vie privée
Sa première épouse, Wong Ming Yang, est décédée en 1982, tandis que lui-même a survécu à un cancer du système lymphatique au début des années 1990. Il est père de quatre enfants : deux, Li Xiuqi et Li Yipeng, avec sa première épouse et deux, Li Hongyi et Li Haoyi, avec sa seconde épouse Ho Ching.

## Controverses
Lee Hsien Loong est à couteaux tirés avec son frère et sa sœur au sujet des dernières volontés de leur père Lee Kwan Yew.